# Айдарова, Наталья Михайловна
Ната́лья Миха́йловна Айда́рова (род. 24 апреля 1932) — передовик сельскохозяйственного производства, Герой Социалистического Труда (1966).

## Биография
Родилась в с. Озерки Мокшанского района (ныне — Пензенской области). Окончила начальную школу.
В 1947—1951 годы работала на Шувардинском спиртзаводе (Нижнеломовский район). В 1951—1955 годы свинарка в совхозе им. ОГПУ (Мокшанский район), в 1955—1967 -в совхозе «Титовский» Каменского (позже — Пачелмского) района.
Награждена орденом Трудового Красного Знамени, медалью «За доблестный труд. В ознаменование 100-летия со дня рождения В. И. Ленина», бронзовой медалью ВДНХ.
За успехи в развитии животноводства Указом Президиума Верховного Совета СССР от 22 марта 1966 года Н. М. Айдаровой присвоено звание Героя Социалистического Труда.
Делегат XXIV съезда КПСС (1971 год).
С 1967 года до выхода на пенсию работала бригадиром свинофермы совхоза «Титовский» (Пачелмский район).
С конца 1990-х гг. живёт в Калужской области, п. Товарково, Дзержинский район.